# بابونه نافی
بابونه نافی (نام علمی: Anthemis cretica L. subsp.umbilicata) نام یک گونه از سرده بابونه است.